# Филиппов, Николай Васильевич
Николай Васильевич Филиппов (8 декабря 1921 года, Москва — 1998, там же) — советский учёный, лауреат Ленинской и Государственной премий. Заслуженный деятель науки Российской Федерации (1997). 
В 1944 году окончил МАИ по специальности «инженер-технолог по самолетостроению». С 1951 года научный сотрудник, старший научный сотрудник, начальник лаборатории быстрых процессов Института ядерного синтеза РНЦ «Курчатовский институт».
Первооткрыватель плазменного фокуса как источника жестких излучений (1954).

Н. В. Филиппов рядом с плазменнофокусным реактором

Доктор физико-математических наук (1980). Заслуженный деятель науки Российской Федерации (1997).
В 1958 году удостоен Ленинской премии за исследования мощных импульсных разрядов в газе для получения высокотемпературной плазмы.
Государственная премия СССР (1980) - за работу по спец. тематике.
Семья: жена, четверо детей.
Погиб в результате несчастного случая 11 января 1998 года во время лыжной прогулки вдоль Москвы-реки.

## Публикации
- «Нецилиндрический зет-пинч (плазменный фокус)». Диссертация на соискание ученой степени доктора физико-математических наук. М.: ИАЭ, 1980.